# Otroea semiflava
Otroea semiflava är en skalbaggsart. Otroea semiflava ingår i släktet Otroea och familjen långhorningar.

## Underarter
Arten delas in i följande underarter:
- O. s. semiflava
- O. s. giloloensis